# Majmeča
La Majmeča è un fiume della Russia siberiana settentrionale (kraj di Krasnojarsk), affluente di destra della Cheta (bacino idrografico della Chatanga).
Nasce nella parte settentrionale del vastissimo altopiano della Siberia centrale, dalla sua sezione chiamata altopiano Putorana; scorre in una zona montuosa e spopolata, dapprima con direzione mediamente nordorientale, successivamente settentrionale, con corso grossolanamente parallelo a quello del fiume Kotuj. Nel basso corso entra nel bassopiano della Siberia settentrionale; sfocia nella Cheta alcune decine di chilometri a monte del piccolo insediamento omonimo. I suoi maggiori affluenti sono Kuntykachy e Ambardach, provenienti entrambi dalla sinistra idrografica.
La Majmeča è gelata in superficie per la maggior parte dell'anno, all'incirca da ottobre a maggio, compresi; il mese di giugno vede normalmente la fase di piena annuale.